# Татарани (Дамбовица)
Татарани (рум. Tătărani) насеље је у Румунији у округу Дамбовица у општини Татарани. Oпштина се налази на надморској висини од 408 m.

## Становништво
Према подацима из 2002. године у насељу је живело 5478 становника, од којих су сви румунске националности.

### Хронологија
| Година       | 1992 | 1993 | 1994 | 1995 | 1996 | 1997 | 1998 | 1999 | 2000 | 2001 | 2002 | 2003 | 2004 | 2005 | 2006 | 2007 | 2008 | 2009 | 2010 | 2011 | 2012 | 2013 | 2014 | 2015 | 2016 | 2017 |
| ------------ | ---- | ---- | ---- | ---- | ---- | ---- | ---- | ---- | ---- | ---- | ---- | ---- | ---- | ---- | ---- | ---- | ---- | ---- | ---- | ---- | ---- | ---- | ---- | ---- | ---- | ---- |
| Становништво | 5421 | 5369 | 5307 | 5293 | 5398 | 5415 | 5401 | 5344 | 5381 | 5330 | 5320 | 5319 | 5343 | 5335 | 5311 | 5310 | 5335 | 5355 | 5362 | 5360 | 5321 | 5295 | 5280 | 5227 | 5214 | 5195 |